# Diócesis de Senigallia
La diócesis de Senigallia (en latín: Dioecesis Senogalliensis y en italiano: Diocesi di Senigallia) es una circunscripción eclesiástica de la Iglesia católica en Italia. Se trata de una diócesis latina, sufragánea de la arquidiócesis de Ancona-Osimo. Desde el 17 de octubre de 2015 su obispo es Francesco Manenti.

## Territorio y organización

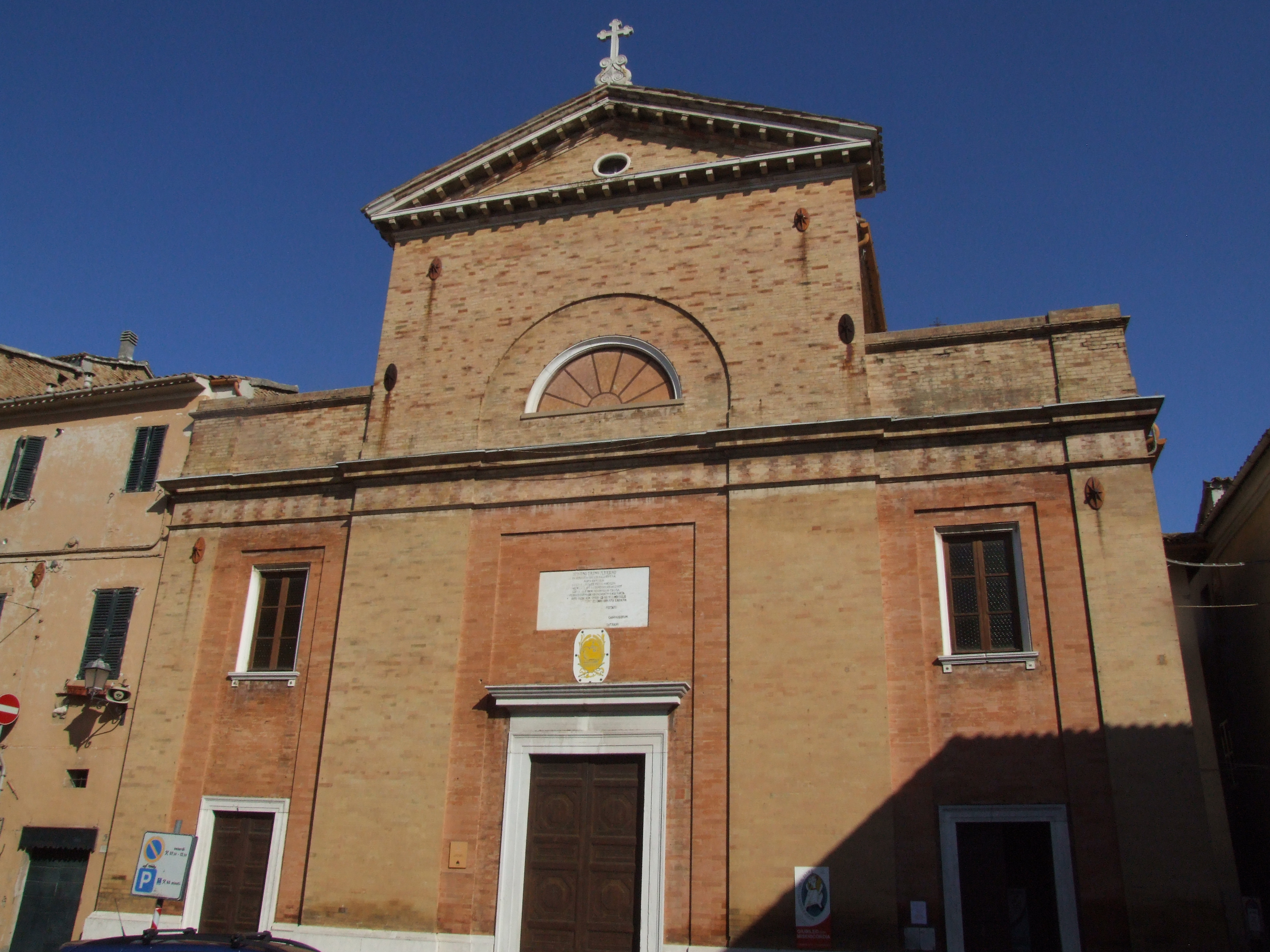
Basílica colegiata de Santa Cruz, en Ostra

La diócesis tiene 580 km² y extiende su jurisdicción sobre los fieles católicos de rito latino residentes en parte de la región de Marcas, comprendiendo: 
- en la provincia de Ancona las comunas de: Barbara, Belvedere Ostrense, Castelleone di Suasa, Corinaldo, Montemarciano, Monte San Vito, Morro d'Alba, Ostra, Ostra Vetere, Senigallia, Serra de' Conti, Trecastelli (desde el 1 de enero de 2014 Trecastelli reune las excomunas de Ripe, Castel Colonna y Monterado) y la mayor parte de las comunas de Arcevia (pertenecen a la diócesis de Fano-Fossombrone-Cagli-Pergola las parroquias con sede en las fracciones de Palazzo y Nidastore, mientras la fracción de Avacelli pertenece a la arquidiócesis de Camerino-San Severino Marche) y Chiaravalle (una excepción es la parroquia de Santa Maria della Carità en la fracción Grancetta, que pertenece a la arquidiócesis de Ancona-Osimo);
- en la provincia de Pesaro y Urbino las comunas de: Mondolfo (también forma parte de la diócesis la iglesia de Stacciola, fracción de la comuna de San Costanzo, anexa a la parroquia de Santa Giustina de Mondolfo) y Monte Porzio.

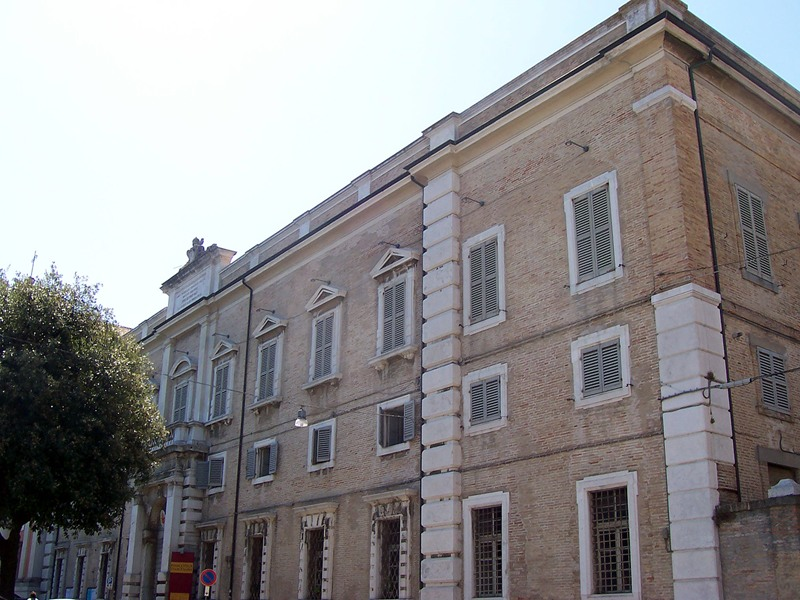
Palacio episcopal de Senigallia, donde también se encuentran el museo diocesano y el archivo histórico episcopal

La sede de la diócesis se encuentra en la ciudad de Senigallia, en donde se halla la Catedral de San Pedro Apóstol. En Ostra se encuentra la basílica colegiata de Santa Cruz. Hay tres santuarios diocesanos: el santuario de la Virgen de la Rosa, en Ostra, el santuario de Santa María Goretti, en Corinaldo, y el santuario de San Pascual Baylón, en Ostra Vetere.

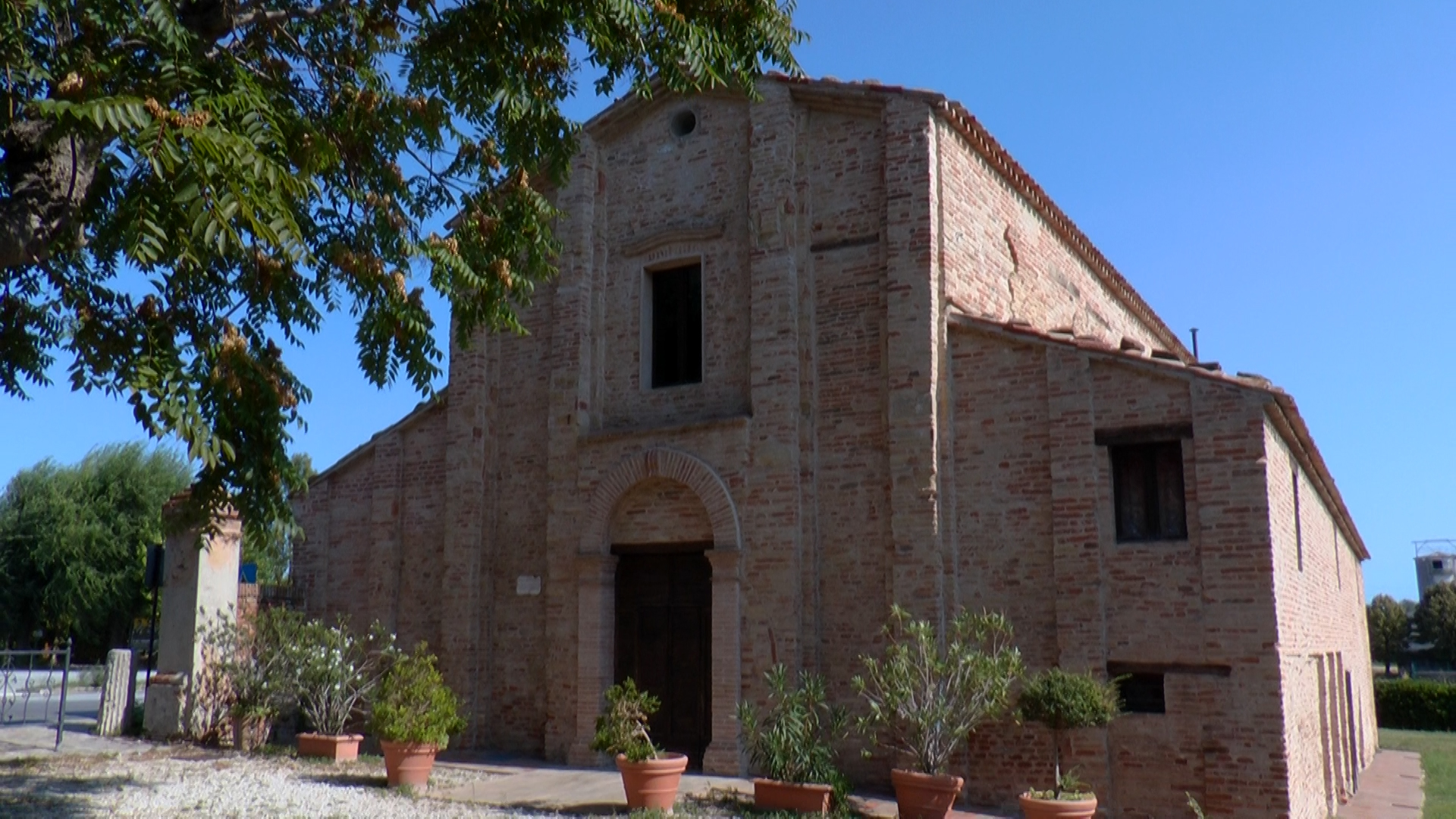
Abadía de San Gervasio (siglos -) en territorio de Mondolfo

En 2022 en la diócesis existían 57 parroquias agrupadas en 4 vicariatos foráneos: Senigallia, Ostra-Arcevia, Mondolfo-Corinaldo, Chiaravalle; y 14 unidades pastorales.

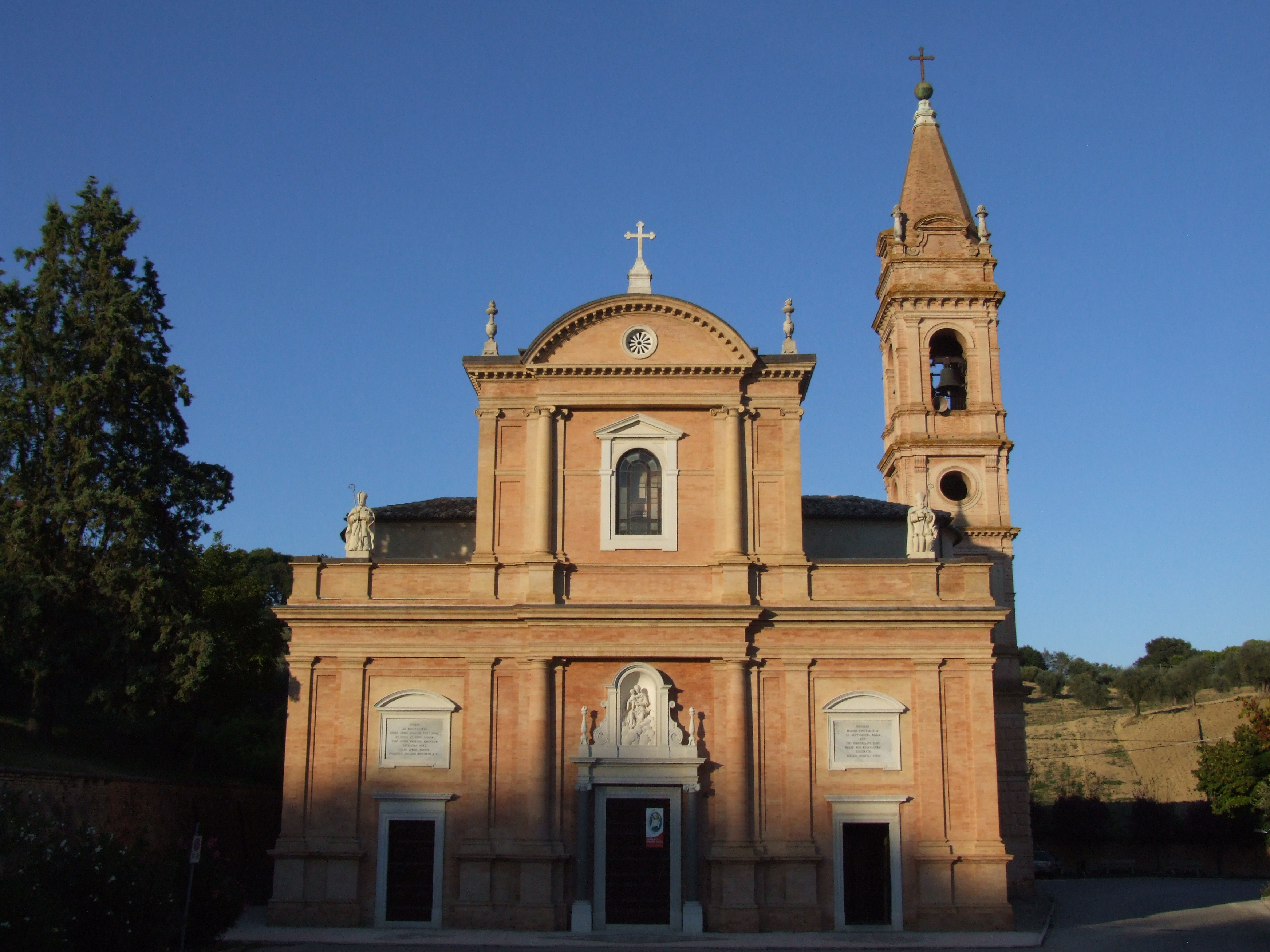
Santuario de la Virgen de la Rosa, en Ostra

## Historia
La diócesis de Senigallia probablemente se remonta al siglo V e inicialmente incluía el territorio de la ciudad romana de Sena Gallica y el ager circundante. El primer obispo históricamente documentado es Venancio, que participó en el sínodo de Roma celebrado en noviembre de 502 bajo el papa Símaco. En el mismo sínodo también estuvo presente Martiniano, obispo de la vecina diócesis de Ostra, que se extendía hasta el valle medio del río Misa. Esta diócesis fue posteriormente incorporada a la de Senigallia, probablemente tras el abandono de la ciudad romana de Ostra, hacia mediados del siglo VI.
Según la tradición, en tiempos del presunto obispo Sigismondo (finales del siglo VI) llegaron milagrosamente por mar a Senigallia las reliquias de Gaudencio, mártir y obispo de Rímini, para quien la reina Teodelinda construyó una basílica dedicada a él.
Hay poca información sobre la diócesis y los obispos del siglo VI al X. Se conocen los nombres de una quincena de obispos de este período, muchos de los cuales participaron en los concilios celebrados en Roma por los pontífices, desde Mauro, que estuvo entre los padres que asistieron al Concilio de Letrán del 649, hasta Attone I, documentado en varias ocasiones de 968 a 996.
También se conocen varias abadías benedictinas, que decayeron y desaparecieron después del año 1000. Entre ellas, la más antigua es la abadía de San Gaudencio, que tomó el nombre del santo identificado con el obispo de Rímini. La única superviviente es la abadía de Santa María en Castagnola di Chiaravalle, cerca de la ciudad romana de Sestia, que en 1147 pasó a los monjes cistercienses y se unió a la diócesis el 31 de agosto de 1771.
En 1057 el papa Víctor II, para aliviar la pobreza del obispo de Fossombrone, separó de la diócesis de Senigallia la misa de Sorbetolo y la atribuyó a la mensa episcopal de Fossombrone con todos los derechos: así Loretello, Nidastore, Montesecco, San Pietro y Palazzo pasaron a formar parte integrante de la diócesis de Fossombrone.
Al obispo Benno y a sus sucesores, el papa Honorio III, con la bula In eminenti del 29 de mayo de 1223, concedió y confirmó todos los privilegios y posesiones de la mensa episcopal de Senigallia. Además de indicar las parroquias y límites de la diócesis, la bula informa que en ese momento la catedral estaba dedicada a san Juan Bautista. Posteriormente, tras la destrucción de la ciudad por los sarracenos en 1264, se construyó la catedral en honor de san Paulino, consagrada por el obispo Filippo el 4 de mayo de 1271.
En el siglo XIV el obispo Giovanni d'Ancona, debido a la decadencia de Senigallia, solicitó y obtuvo el traslado de la sede episcopal a Corinaldo.
En 1563 la diócesis, hasta entonces inmediatamente sujeta a la Santa Sede, pasó a formar parte de la provincia eclesiástica de la arquidiócesis de Urbino.
La diócesis fue una de las primeras en Italia en establecer el seminario episcopal, hecho obligatorio por el Concilio de Trento en 1563. Se desconoce la fecha exacta de su institución, pero su existencia está ciertamente documentada ya en 1578; algunos sínodos diocesanos, particularmente los de 1564, 1565 y 1573, abordaron explícitamente la cuestión de su fundación y su sustento. Inicialmente tuvo su sede en el palacio episcopal de Senigallia. Hacia mediados del siglo XVII se adaptaron algunos edificios propiedad de la diócesis para albergar el seminario, hasta que en 1731 se construyó y finalizó el nuevo seminario. Después del sínodo de 1592, se publicaron seis decretos que daban reglas de disciplina eclesiástica, pero el más importante fue el sínodo de 1627 que aplicó las resoluciones del Concilio de Trento a la diócesis. Después de cien años, en 1727 un nuevo sínodo publicó cuatro constituciones: una teológica, una sacramental, una organizativa y una administrativa. En 1737 se celebró un nuevo sínodo: en esta ocasión el obispo Rizzardo Isolani volvió a publicar los decretos del sínodo de 1627, confirmó las resoluciones del de 1727 y publicó las constituciones, divididas en 51 capítulos que se centran en la doctrina cristiana, los sacramentos, los lugares de culto y cementerios, mobiliario sacro e instituciones eclesiásticas. Bernardino Honorati convocó un sínodo en 1791, del que resultó un Titulus prooemialis en tres artículos: sobre la fe, sobre la doctrina cristiana, sobre la predicación y otros dos títulos, sobre los clérigos y sobre las cosas sagradas.
La catedral actual, la quinta de la diócesis, fue encargada por el cardenal Bernardino Honorati; las obras, iniciadas en 1762, fueron terminadas en 1790; la iglesia fue consagrada con el título de San Pedro Apóstol el 4 de julio de 1790. La fachada fue reconstruida en 1877 y financiada por el papa Pío IX, originario de Senigallia.
Tito María Cucchi celebró el sínodo diocesano en 1904, publicando tres partes después de los documentos introductorios: sobre la fe, sobre las personas, sobre los sacramentos y otras acciones sagradas.
En 1983 se celebró el sínodo presidido por el obispo Odo Fusi Pecci para implementar las reformas del Concilio Vaticano II. Las constituciones sinodales se promulgaron al año siguiente. Incluye 10 capítulos: El Pueblo de Dios; Los ministerios ordenados; La vida de especial consagración; La organización pastoral; Pastoral de la enseñanza de la Palabra de Dios; Pastoral litúrgica; Pastoral de la caridad; Patrimonio cultural y patrimonio artístico; Bienes temporales; Los procedimientos judiciales.
En 1984 las parroquias de Caudino y Costa, fracciones de Arcevia, separadas de la diócesis de Nocera Umbra y Gualdo Tadino, fueron anexadas a la diócesis de Senigallia mediante el decreto Conferentia Episcopalis de la Congregación para los Obispos.
El 11 de marzo de 2000 la diócesis fue separada de la provincia eclesiástica de la arquidiócesis de Urbino-Urbania-Sant'Angelo en Vado y fue nombrada sufragánea de la sede metropolitana de Ancona-Osimo mediante la bula Quo maiori del papa Juan Pablo II.

## Estadísticas
Según el Anuario Pontificio 2023 la diócesis tenía a fines de 2022 un total de 119 800 fieles bautizados.
| Año                                                                             | Población            | Población | Población      | Sacerdotes | Sacerdotes    | Sacerdotes    | Bautizados por sacerdote | Diáconos permanentes | Religiosos | Religiosos | Parroquias |
| Año                                                                             | Bautizados católicos | Total     | % de católicos | Total      | Clero secular | Clero regular | Bautizados por sacerdote | Diáconos permanentes | Varones    | Mujeres    | Parroquias |
| ------------------------------------------------------------------------------- | -------------------- | --------- | -------------- | ---------- | ------------- | ------------- | ------------------------ | -------------------- | ---------- | ---------- | ---------- |
| 1950                                                                            | 109 919              | 110 000   | 99.9           | 162        | 111           | 51            | 678                      |                      | 63         | 283        | 49         |
| 1970                                                                            | 109 960              | 110 000   | 100.0          | 151        | 111           | 40            | 728                      |                      | 42         | 281        | 57         |
| 1978                                                                            | 117 000              | 117 600   | 99.5           | 134        | 99            | 35            | 873                      |                      | 47         | 265        | 60         |
| 1990                                                                            | 117 450              | 118 250   | 99.3           | 130        | 89            | 41            | 903                      |                      | 44         | 213        | 56         |
| 1999                                                                            | 117 100              | 118 200   | 99.1           | 116        | 86            | 30            | 1009                     | 1                    | 31         | 143        | 57         |
| 2000                                                                            | 117 100              | 118 200   | 99.1           | 112        | 86            | 26            | 1045                     | 1                    | 27         | 141        | 57         |
| 2001                                                                            | 119 550              | 120 788   | 99.0           | 106        | 83            | 23            | 1127                     | 1                    | 23         | 137        | 57         |
| 2002                                                                            | 117 145              | 120 148   | 97.5           | 104        | 83            | 21            | 1126                     | 1                    | 21         | 130        | 57         |
| 2003                                                                            | 117 145              | 120 148   | 97.5           | 100        | 81            | 19            | 1171                     | 1                    | 19         | 128        | 57         |
| 2004                                                                            | 118 200              | 122 829   | 96.2           | 98         | 79            | 19            | 1206                     | 1                    | 19         | 138        | 57         |
| 2010                                                                            | 122 151              | 128 580   | 95.0           | 94         | 77            | 17            | 1299                     | 5                    | 17         | 105        | 57         |
| 2014                                                                            | 120 205              | 130 714   | 92.0           | 85         | 72            | 13            | 1414                     | 15                   | 13         | 80         | 57         |
| 2017                                                                            | 119 780              | 128 795   | 93.0           | 75         | 65            | 10            | 1597                     | 15                   | 10         | 58         | 57         |
| 2020                                                                            | 121 345              | 130 500   | 93.0           | 81         | 71            | 10            | 1498                     | 15                   | 10         | 59         | 57         |
| 2022                                                                            | 119 800              | 128 800   | 93.0           | 79         | 69            | 10            | 1516                     | 15                   | 10         | 59         | 57         |
| Fuente: Catholic-Hierarchy, que a su vez toma los datos del Anuario Pontificio. |                      |           |                |            |               |               |                          |                      |            |            |            |

## Episcopologio
- Venanzio † (mencionado en 502)
- Bonifacio? † (mencionado en 567)[11]
- Sigismondo? † (mencionado en 590)[11]
- Mauro † (mencionado en 649)
- Anastasio † (mencionado en 761)
- Giorgio † (mencionado en 769)
- And. (Andreano o Andrea) † (época incierta)[nota 1]
- Paolino † (mencionado en 826)
- Samuele † (mencionado en 853)
- Articario † (mencionado en 861)
- Pietro † (antes de 869-después de 877)[nota 2]
- Severo † (mencionado en 882 circa)
- Oirano † (mencionado en 885)
- Benvenuto † (mencionado en 887 circa)
- Giacomo I † (mencionado en 897 circa)
- Baldovino † (mencionado en 950 circa)
- Attone I † (antes de 968-después de 996)[12]
- Adalberto † (antes de 1028-después de 1036)[12]
- Roberto † (antes de 1050 circa[13]-después de 1053)[12]
- Teodosio † (mencionado en 1059)[12]
- Winichildo (o Unichildo, Guinieldo y Guinihido) † (antes de 1065-después de diciembre de 1069)[12]
- Guglielmo † (mencionado en mayo de 1070)[12]
- Teberto † (mencionado en 1103)[14]
- Attone II † (mencionado en 1115/1116)[12]
- Trasmondo I † (antes de 1137-después de 1154)[14]
- Giacomo II † (antes de 1178-después de 1179)[14]
- Anónimo † (mencionado en 1184)[nota 3]
- Alemanno (Alimanno) † (antes de 1188-después de 1193)
- Enrico † (antes de 1197-después de 1203)
- Trasmondo II † (mencionado en 1218)[nota 4]
- Benno † (mencionado en 1223)
- Giacomo III † (antes de 1232-después de 1270)
- Filippo, O.E.S.A. † (mencionado en 1271)
- J. † (?-circa 1279 falleció)
- Federico † (20 de junio de 1284-1288 falleció)
- Sigismondo o Trasmondo † (21 de abril de 1288-1291 falleció)
- Teodino † (29 de septiembre de 1291-1294 falleció)
- Francesco, O.F.M. † (1294-28 de marzo de 1295 nombrado obispo de Spoleto)
- Francesco † (12 de diciembre de 1295-1297]]? falleció)
- Uguccione, O.P. † (18 de marzo de 1297-después de 1305)
- Giovanni † (12 de marzo de 1307-1308 falleció)
- Grazia † (30 de junio de 1308-1318 falleció)
- Francesco Silvestri † (30 de abril de 1318-25 de mayo de 1321 nombrado obispo de Rímini)
- Ugolino, O.P. † (25 de mayo de 1321-6 de junio de 1323 nombrado obispo de Forlimpopoli)
- Federico † (6 de junio de 1323-21 de octubre de 1328 nombrado obispo de Rímini)
- Giovanni d'Ancona, O.F.M. † (7 de noviembre de 1328-1349 falleció)
- Ugolino Federicucci † (17 de diciembre de 1349-1 de diciembre de 1357 falleció)
- Giovanni Pananeo o de Sabaudia, O.F.M. † (1 de diciembre de 1357-1368 falleció)
- Cristoforo, O.E.S.A. † (31 de agosto de 1368-1369 falleció)
- Ridolfo da Castello, O.E.S.A. † (19 de agosto de 1370-1375 falleció)
- Pietro Amely, O.E.S.A. † (5 de julio de 1375-circa 1386 nombrado arzobispo de Tarento)
- Giovanni Firmoni † (16 de enero de 1388-29 de octubre de 1394 nombrado obispo de Savona)
- Giovanni Faitani † (1394-1411 o 1412 falleció)
  - Lorenzo de' Ricci † (19 de diciembre de 1412-10 de enero de 1419 nombrado obispo de Isquia) (antiobispo)
- Giovanni † (1411 o 1412-?)
- Angelo † (? falleció)
- Simone de' Vigilanti, O.E.S.A. † (6 de marzo de 1419-1428 falleció)[15]
- Francesco Mellini, O.E.S.A. † (26 de mayo de 1428-1431 falleció)
- Bartolomeo Vignati † (4 de mayo de 1431-1438 o 1446? falleció)
- Antonio Colombella, O.E.S.A. † (15 de diciembre de 1447-1466 falleció)
- Cristoforo di Bianprate, O.S.M. † (16 de marzo de 1466-1474 falleció)
- Marco Vigerio della Rovere, O.F.M.Conv. † (6 de octubre de 1476-1513 renunció)
- Marco Quinto Vigerio della Rovere † (9 de mayo de 1513-1560 falleció)
- Urbano Vigerio della Rovere † (1560 por sucesión-1570 falleció)
- Girolamo Rusticucci † (16 de junio de 1570-29 de noviembre de 1577 renunció)
- Francesco Maria Enrici † (29 de noviembre de 1577-1590 falleció)
- Pietro Ridolfi, O.F.M.Conv. † (18 de febrero de 1591-18 de mayo de 1601 falleció)
- Antaldo degli Antaldi † (26 de noviembre de 1601-9 de enero de 1625 falleció)
- Antonio Barberini, O.F.M.Cap. † (27 de enero de 1625-1628 renunció)
- Lorenzo Campeggi † (11 de diciembre de 1628-8 de agosto de 1639 falleció)
- Cesare Facchinetti † (18 de mayo de 1643-2 de agosto de 1655 nombrado arzobispo a título personal de Spoleto)
- Francesco Cherubini † (2 de agosto de 1655-24 de abril de 1656 falleció)
- Nicolò Guidi di Bagno † (28 de mayo de 1658-1 de septiembre de 1659 renunció)
- Claudio Marazzani † (1 de septiembre de 1659-25 de febrero de 1682 falleció)
- Ranuccio Baschi † (8 de junio de 1682-25 de septiembre de 1684 falleció)
- Muzio Dandini † (1 de abril de 1686-7 de agosto de 1712 falleció)
- Giandomenico Paracciani † (9 de julio de 1714-18 de noviembre de 1717 renunció)
- Lodovico Pico della Mirandola † (22 de noviembre de 1717-10 de septiembre de 1724 renunció)
- Bartolomeo Castelli † (11 de septiembre de 1724-31 de diciembre de 1733 falleció)
- Rizzardo Isolani † (5 de mayo de 1734-2 de enero de 1742 falleció)
- Niccolò Mancinforte † (28 de febrero de 1742-17 de enero de 1746 nombrado obispo de Ancona y Umana)
- Ippolito Rossi di San Secondo † (17 de enero de 1746-21 de agosto de 1775 o 31 de agosto de 1776 falleció)
- Bernardino Honorati † (28 de julio de 1777-12 de agosto de 1807 falleció)
- Giulio Gabrielli † (11 de enero de 1808-5 de febrero de 1816 renunció)
- Annibale della Genga † (8 de marzo de 1816-10 de septiembre de 1816 renunció, luego electo papa con el nombre de León XII)
- Fabrizio Sceberras Testaferrata † (6 de abril de 1818-3 de agosto de 1843 falleció)
- Antonio Maria Cagiano de Azevedo † (22 de enero de 1844-18 de julio de 1848 renunció)
  - Sede vacante (1848-1851)[nota 5]
- Domenico Lucciardi † (5 de septiembre de 1851-13 de marzo de 1864 falleció)
  - Sede vacante (1864-1867)
- Giuseppe Aggarbati, O.S.A. † (22 de febrero de 1867-29 de abril de 1879 renunció[nota 6])
- Francesco Latoni † (12 de mayo de 1879-7 de julio de 1880 falleció)
- Ignazio Bartoli † (20 de agosto de 1880-17 de octubre de 1895 falleció)
- Giulio Boschi † (29 de noviembre de 1895-19 de abril de 1900 nombrado arzobispo de Ferrara)
- Tito Maria Cucchi † (19 de abril de 1900-8 de septiembre de 1938 falleció)
- Umberto Ravetta † (14 de noviembre de 1938-20 de enero de 1965 falleció)
  - Sede vacante (1965-1971)[nota 7]
- Odo Fusi Pecci † (15 de julio de 1971-21 de enero de 1997 retirado)
- Giuseppe Orlandoni (21 de enero de 1997-17 de octubre de 2015 retirado)
- Francesco Manenti, desde el 17 de octubre de 2015